# Malín (hradiště)
Malín je raně středověké hradiště překryté zástavbou stejnojmenné vesnice u Kutné Hory. Osídlené bylo od konce devátého do počátku jedenáctého století. Dochovaly se z něj nevýrazné pozůstatky a zejména kostel svatých apoštolů Jana a Pavla a pravděpodobně také mladší kostel svatého Štěpána. Hradiště je spojeno s rodem Slavníkovců, kteří zde razili stříbrné denáry. Pozůstatky hradiště jsou od roku 1966 zapsány jako kulturní památka.

## Historie
Malín byl přemyslovským hradem, který kníže Boleslav I. v desátém století svěřil do správy rodu Slavníkovců. Význam hradiště byl dán polohou na důležité trstenické stezce, která spojovala Čechy s Moravou. Slavníkův syn Soběslav ve zdejší mincovně razil denáry se svým jménem a nápisem Malin Civitas. Je možné, že v té době mohl mít Malín větší význam než hlavní slavníkovské hradiště v Libici. Po pádu Slavníkovců hradiště přetrvalo a podle Kosmovy kroniky u něj roku 1101 tábořilo vojsko knížete Bořivoje II. Ve dvanáctém století byl na hradišti postaven románský kostel svatého Štěpána.

## Stavební podoba
Hradiště se nacházelo v blatné poloze mezi meandry Klejnárky a Vrchlice. Mělo oválný půdorys, který se odráží v zástavbě mladší vesnice. Opevnění bylo částečně zkoumáno jen na východním předhradí, kde byly doloženy paralelní příkopy široké 2–2,5 metru s nejasným účelem. Nevýrazné zbytky valů je možné pozorovat v zahradách v západní části jádra vesnice poblíž kostela svatých apoštolů Jana a Pavla. Kostel původně zasvěcený svatému Janu Křtiteli byl postaven v otonském slohu. Z desátého století se dochovala loď s apsidou, zatímco věž je mladší přístavbou.